# Łaszczyzna
Łaszczyzna (prononciation : [waʂˈt͡ʂɨzna]) est un village polonais de la gmina de Dębe Wielkie dans le powiat de Mińsk de la voïvodie de Mazovie dans le centre-est de la Pologne.
Il se situe à environ 3 kilomètres au nord de Dębe Wielkie (siège de la gmina), 10 kilomètres au nord-ouest de Mińsk Mazowiecki (siège du powiat) et à 31 kilomètres à l'est de Varsovie (capitale de la Pologne).

## Histoire
De 1975 à 1998, le village appartenait administrativement à la voïvodie de Siedlce.